# Tarek El-Sayed
Tarek El-Sayed (arab. تاريك إلسايد, ur. 9 października 1978 w Kairze) – egipski piłkarz grający na pozycji lewego obrońcy.

## Kariera klubowa
El-Sayed jest wychowankiem klubu Zamalek Kair. W 1996 roku w wieku 18 lat zadebiutował w jego barwach w rozgrywkach pierwszej lidze. W 1997 roku osiągnął swój pierwszy sukces wygrywając Puchar Afro-Azjatycki. W 1999 roku zdobył Puchar Egiptu, dzięki czemu w sezonie 1999/2000 wystąpił w Pucharze Zdobywców Pucharów Afryki i ostatecznie sięgnął po to trofeum. W 2001 roku po raz pierwszy w karierze zdobył mistrzostwo kraju, a rok później wygrał z Zamalekiem Ligę Mistrzów, a także kolejny krajowy puchar. W 2003 roku został po raz drugi mistrzem Egiptu, a także zdobył Superpuchar Afryki. Kolejnym trofeum było trzecie mistrzostwo ligi w 2004 roku, a w 2008 roku El-Sayed zdobył Puchar Egiptu. Latem przeszedł do innej pierwszoligowej drużyny, Itesalat. W 2009 roku przeszedł do Tersany, w którym zakończył karierę.
| Sezon   | Klub         | Kraj  | Rozgrywki | Mecze | Bramki |
| ------- | ------------ | ----- | --------- | ----- | ------ |
| 1998/99 | Zamalek Kair | Egipt | 1. liga   | 8     | 1      |
| 1999/00 | Zamalek Kair | Egipt | 1. liga   | 17    | 2      |
| 2000/01 | Zamalek Kair | Egipt | 1. liga   | 21    | 0      |
| 2001/02 | Zamalek Kair | Egipt | 1. liga   | 22    | 3      |
| 2002/03 | Zamalek Kair | Egipt | 1. liga   | 20    | 0      |
| 2003/04 | Zamalek Kair | Egipt | 1. liga   | 23    | 4      |
| 2004/05 | Zamalek Kair | Egipt | 1. liga   | 20    | 3      |
| 2005/06 | Zamalek Kair | Egipt | 1. liga   | 22    | 2      |
| 2006/07 | Zamalek Kair | Egipt | 1. liga   | 22    | 3      |
| 2007/08 | Zamalek Kair | Egipt | 1. liga   | 20    | 1      |
| 2008/09 | Itesalat     | Egipt | 1. liga   | 13    | 2      |
| 2008/00 | Tersana SC   | Egipt | 1. liga   | ?     | 1      |

## Kariera reprezentacyjna
W reprezentacji Egiptu El-Sayed zadebiutował w 2002 roku. W tym samym roku wystąpił w Pucharze Narodów Afryki 2002 docierając z Egiptem do ćwierćfinału. W 2004 roku nie wyszedł z Egiptem z grupy, a w 2006 roku przyczynił się do mistrzostwa Afryki - nie wystąpił jednak w finale z Wybrzeżem Kości Słoniowej (0:0, karne 4:2). W 2008 roku Hassan Shehata powołał go na Puchar Narodów Afryki 2008, na którym Egipt obronił mistrzostwo kontynentu.